# Rugiada

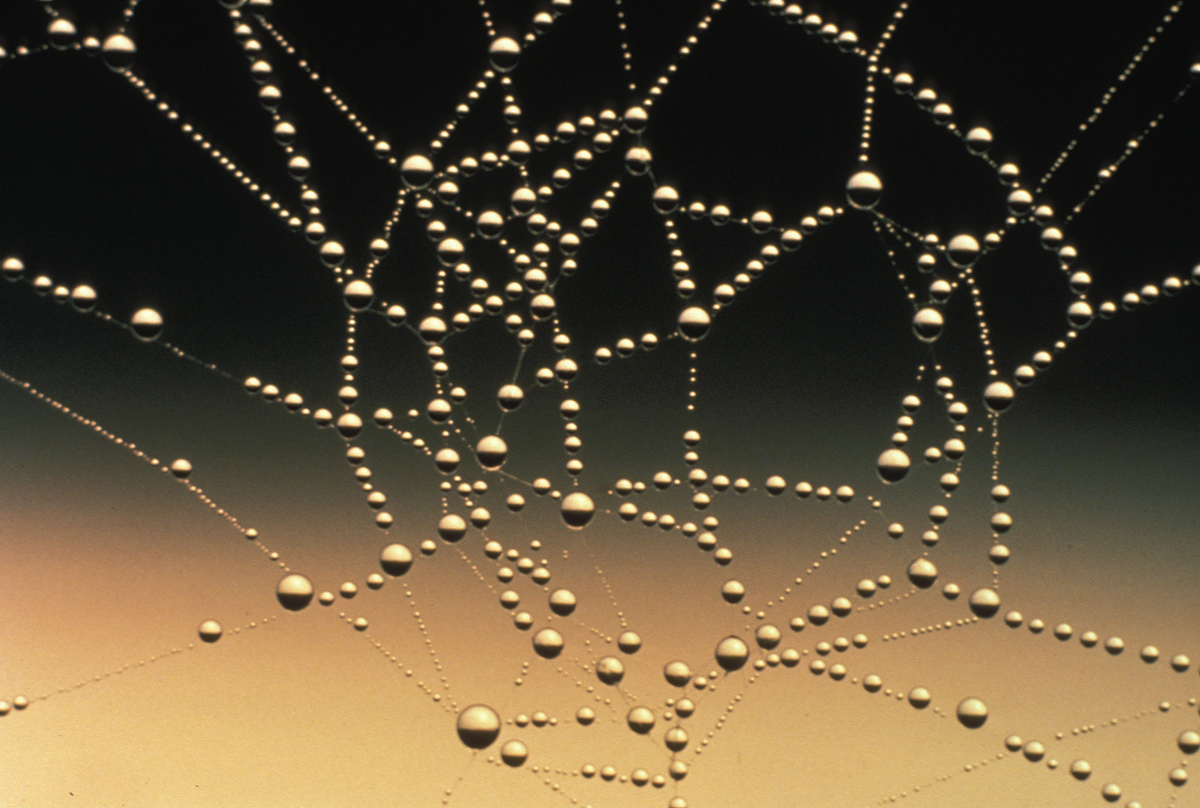
Rugiada su una ragnatela

 La rugiada è una precipitazione atmosferica in forma liquida che compare sul suolo e sulla vegetazione, quando il vapore acqueo contenuto nell'aria viene a contatto con superfici raffreddate dopo l'esposizione all'irraggiamento solare, condensando in gocce d'acqua; la temperatura delle superfici non deve essere troppo bassa altrimenti il vapore si deposita come brina.
Nella stagione calda, la rugiada si forma per lo più su superfici che meno risentono del riscaldamento del terreno, come erba, foglie, tetti.
Non deve essere confusa con la guttazione, che è il processo con cui le piante espellono l'acqua in eccesso.

## Formazione

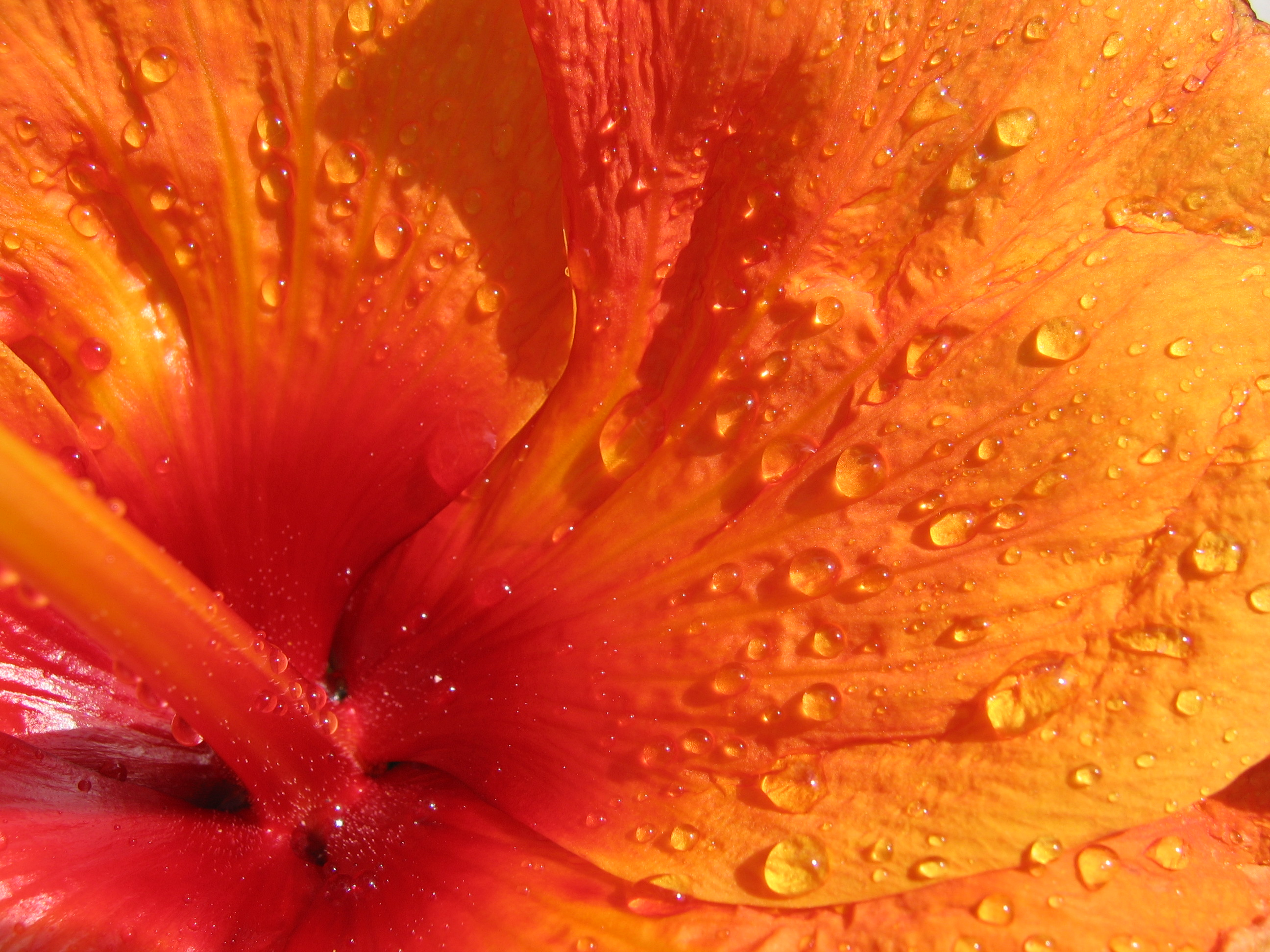
Rugiada su un fiore d'ibisco

La quantità di vapore acqueo che l'aria può contenere dipende dalla temperatura. La temperatura alla quale l'aria è satura di vapore è chiamato punto di rugiada. Quando la temperatura delle superfici cala e raggiunge il punto di rugiada, il vapore acqueo contenuto nell'atmosfera condensa per formare piccole gocce sulle superfici. Questo processo distingue la rugiada da quelle precipitazioni che si formano direttamente nell'aria che si raffredda al punto di rugiada (intorno ai cosiddetti nuclei di condensazione), come le nuvole o la nebbia.

## Occorrenza

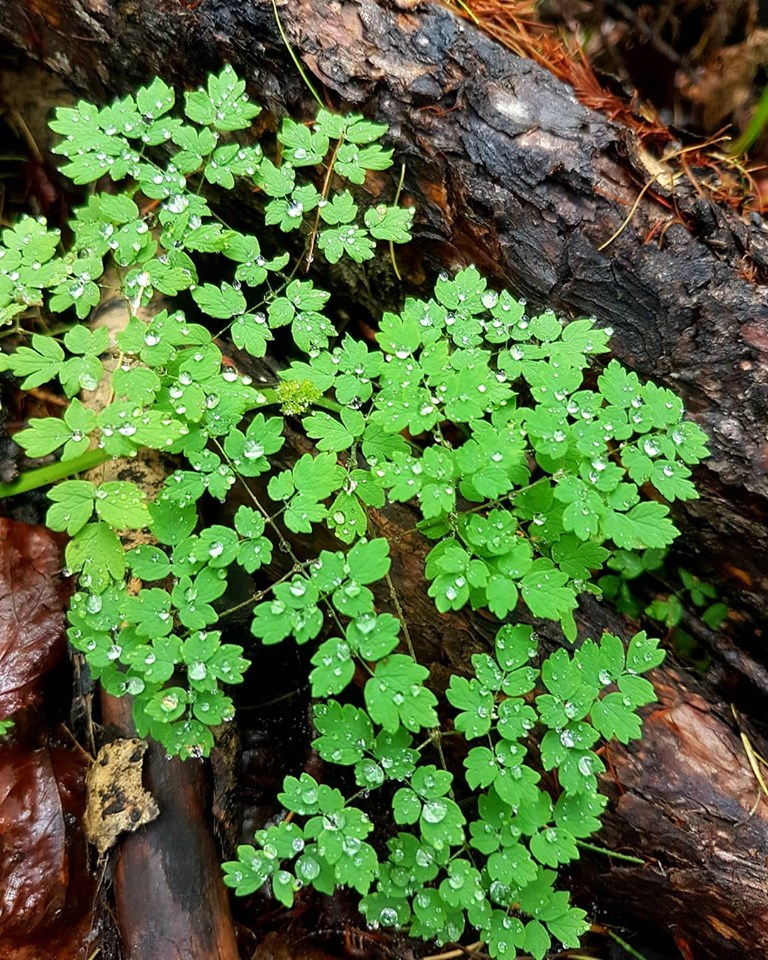
Rugiada del mattino in Siberia

Un raffreddamento sufficiente delle superfici si ha quando queste perdono più energia dalla radiazione infrarossa di quella che ricevono dal sole, il che avviene soprattutto nelle notti serene. Le superfici più soggette a esser coperte di rugiada sono quelle che perdono calore facilmente, in special modo quando ci sono poche nuvole e poco vapore nell'alta atmosfera per minimizzare l'effetto serra e, viceversa, un certo livello d'umidità in prossimità del suolo.
L'umidità può provenire dall'atmosfera stessa o dal suolo. Nel primo caso, sebbene il vento notturno tenda a portare aria calda dagli strati superiori dell'atmosfera, una certa moderata ventilazione (meno di 5 km/h) favorisce la rugiada perché rimpiazza in continuazione il vapore che condensa. Se, invece, è il suolo a fornire umidità all'aria, il vento è sempre un ostacolo.

### Accumuli di rugiada
A causa della dipendenza dal bilancio della radiazione, gli accumuli di rugiada possono raggiungere un massimo teorico di 0,8 mm per notte; i valori misurati, tuttavia, molto raramente superano 0,5 mm. Nella maggior parte del mondo, la rugiada non può competere con la pioggia.

### Brina, rugiada e rugiada bianca
La brina, che si forma se il punto di rugiada è inferiore a 0 °C, è un fenomeno di brinamento e non deve essere confuso con il ghiaccio prodotto dalla rugiada che, in certe condizioni, congela. Questa formazione di ghiaccio si chiama rugiada bianca.

### Guazza
Un fenomeno simile alla rugiada è la guazza che si forma in presenza di nebbia, specie quando questa è densa. A causa del raffreddamento notturno, la nebbia può diventare piovigginosa e lasciare sui corpi uno strato d'acqua che col tempo diventa assai consistente. Gli accumuli sono quindi ben superiori a quelli della rugiada vera e propria.

## Rugiada e vegetazione
La rugiada è benefica per la vegetazione, perché mantiene alto il livello di umidità e perché riduce i danni dovuti ad eventuali periodi di siccità; è inoltre utile in quanto nelle zone desertiche questo fenomeno permette il formarsi della falda acquifera che alimenta i pozzi.

## Mitologia
Secondo la mitologia classica, la rugiada ebbe origine dalle lacrime di Eos, divenuta inconsolabile in seguito all'uccisione di suo figlio Memnone, re di Persia e di Etiopia.